# Same Ol' Situation (S.O.S.)
«Same Ol' Situation (S.O.S.)» es una canción de Mötley Crüe de su álbum de 1989 Dr. Feelgood. Lanzada en 1990 como el quinto sencillo del álbum, alcanzó el #78 en el Billboard Hot 100 y #34 en la tabla de Mainstream Rock Tracks. De acuerdo con el programa de VH1 "Classic All-Time Top 10",  la canción es acerca del lesbianismo.

## Personal
- Vince Neil - Voz, guitarra rítmica
- Mick Mars - Guitarra solista, coros
- Nikki Sixx - Bajo, coros
- Tommy Lee - Batería, coros